# Felix Engelhardt
Felix Engelhardt (* 19. srpna 2000) je německý profesionální silniční cyklista jezdící za UCI WorldTeam Team Jayco–AlUla.

## Kariéra
Na etapovém závodu Tour of the Alps 2021 vyhrál Engelhardt sprinterskou soutěž díky aktivní účasti v několika únicích. V červenci 2022 se Engelhardt zúčastnil silničního závodu do 23 let na mistrovství Evropy a zaútočil s dalšími 3 závodníky v posledním kole. Podařilo se jim za sebou udržet peloton a v cílové rovině si Engelhardt dosprintoval pro vítězství a stal se mistrem Evropy. V srpnu 2022 pak bylo oznámeno, že Engelhardt podepsal dvouletý kontrakt s UCI WorldTeamem Team BikeExchange–Jayco od sezóny 2023.

## Hlavní výsledky
2017
Národní šampionát
3. místo časovka
Internationale Cottbuser Junioren-Etappenfahrt
4. místo celkově
2018
Oberösterreich Juniorenrundfahrt
3. místo celkově
GP Général Patton
5. místo celkově
7. místo Grand Prix Bob Jungels
Tour du Pays de Vaud
10. místo celkově
2021
Oberösterreich Rundfahrt
 vítěz soutěže mladých jezdců
Tour of the Alps
 vítěz sprinterské soutěže
2. místo GP Kranj
10. místo Trofeo Matteotti
2022
Mistrovství Evropy
 vítěz silničního závodu do 23 let
Tour de l'Avenir
vítěz 5. etapy (TTT)
2. místo GP Vipava Valley & Crossborder Goriška
3. místo Trofeo Città di Meldola
Istrian Spring Trophy
6. místo celkově
Giro Ciclistico d'Italia
6. místo celkově
10. místo Trofeo Banca Popolare di Vicenza
2023
vítěz Per sempre Alfredo
Vuelta a Castilla y León
2. místo celkově
vítěz 1. etapy
2. místo Japan Cup
4. místo Giro della Provincia di Reggio Calabria
8. místo Grosser Preis des Kantons Aargau

### Výsledky na Grand Tours
| Grand Tour      | 2023 |
| --------------- | ---- |
| Giro d'Italia   | —    |
| Tour de France  | —    |
| Vuelta a España | 70   |

| —   | Nezúčastnil se |
| DNF | Nedokončil     |